# Kytattara
Kytattara era una città antica della Sicilia nord-occidentale citata unicamente da un'epigrafe del III secolo a.C. (decreto di Entella A1). 
L'epigrafe si sofferma a elencare le varie città elime che in seguito a una carestia fornirono aiuti in grano, orzo o in denaro alla città di Entella. Quest'ultima dunque premia, tramite il decreto stesso gli abitanti della città di Kytattara con il privilegio dell'isopoliteia (ἰσοπολιτεία), cioè l'avere gli stessi diritti degli Entellini. La comunità di Kytattara, essendo in sinecismo con Entella, aveva donato 60 medimni di grano e 50 medimni di orzo alla stessa.